# Beyer-Peacock
«Beyer-Peacock» (рус. «Байер-Пикок и К°») или «Beyer, Peacock and Company» — английская локомотивостроительная (в основном паровозостроение) компания располагавшаяся близ Манчестера.
Была основана как литейный завод в 1854 году Чарлзом Байером (Charles Beyer) и Ричардом Пикоком (Richard Peacock). Поначалу в основном выпускала танк-паровозы преимущественно узкой колеи. Также выпускала и паровозы для лондонского метрополитена, которые проработали на нём вплоть до 1905 года. В 1902 году компания получает наименование «Beyer, Peacock and Company». В 1909 году она выпускает первый паровоз системы Гарратт (класса K) для железной дороги в Тасмании. С этого момента компания становится прежде всего известна, как основной производитель паровозов системы Гарратт.
В 1966 году компания была закрыта. Всего же за всю свою историю она выпустила около 8000 паровозов, из которых более тысячи были системы Гарратт. Помимо этого, компания также выпускала  тепловозы, а сотрудничая с «Metropolitan-Vickers» и электровозы.
Один из самых старых паровозов построенных фирмой хранится в Финском железнодорожном музее, это паровоз класса VR B1 постройки 1868 года.